# Петров (хутір)
Петров (рос. Петров; адиг. Петров) — хутір Теучезького району Адигеї Росії. Входить до складу Габукайського сільського поселення.
Населення — 296 осіб (2015 рік).